# Утверждение (программирование)
Утверждение (англ. assertion) в программировании — оператор, в котором предикат (логическое выражение) должен иметь всегда истинное значение в данной части кода. Программы проверяют утверждения, фактически оценивая предикат во время выполнения кода, и, если в действительности предикат ложен, программа преднамеренно останавливается или генерирует исключение.
Утверждения могут делать код удобнее для прочтения, помогать компилятору скомпилировать код или обнаружить дефекты в программе.

## Примеры
Следующий код содержит два утверждения: x > 0 и x > 1, и они действительно истинны в указанных пунктах во время выполнения:
```
x = 1;
assert x > 0;
х++;
assert x > 1;
```

Утверждение в следующем коде на языке Python ложное, поэтому вызывает исключение:
```
a
 
=
 
1

b
 
=
 
2

assert
 
a
 
==
 
1
  
# строка, реализующая утверждение

try
:

    
assert
 
b
 
==
 
3
  
# это утверждение вызовет ошибку

except
 
AssertionError
:

    
print
(
"b has to be equal 3"
)

```